# Alois Liška

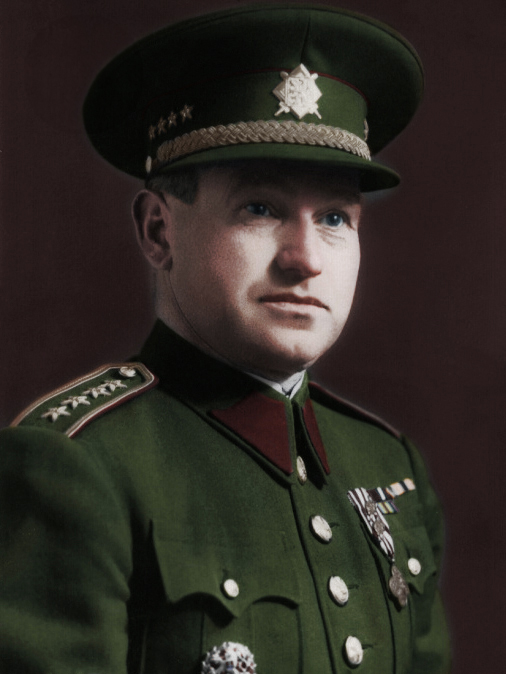
Alois Liška

Alois Liška (* 20. November 1895 in Záborčí, heute Ortsteil von Malá Skála; † 7. Februar 1977 in London) war ein tschechischer General, Kommandeur der Tschechoslowakischen selbständigen gepanzerten Brigade im Zweiten Weltkrieg.

## Leben
Alois Liška leistete seinen Militärdienst im österreichischen Heer ab 1915. 1916 lief er zu der russischen Armee über. Er wurde interniert, bis er in die sich formierenden Tschechoslowakischen Legionen eintreten konnte. Im Herbst 1920 kehrte er mit dem letzten Transport der russischen Legionäre in die Tschechoslowakei zurück. Liška diente als Berufsoffizier beim 51. Artilleriebataillon in Stará Boleslav, wo er zum plukovník befördert und Kommandeur dieses Verbandes wurde.
Während der allgemeinen Mobilisierung der Tschechoslowakischen Armee im September 1938, die nach dem Münchner Abkommen angesichts der drohenden Aggression durch das Deutsche Reich ausgerufen wurde, wurde ihm das Kommando über die Artillerie der 1. schnellen Division übertragen. Nach der Zerschlagung der Rest-Tschechei und der Errichtung des Protektorats Böhmen und Mähren ging Liška 1940 ins Ausland, wo er in verschiedenen Kampfeinheiten der Tschechoslowakischen Exilarmee diente. In Frankreich befehligte er kurze Zeit das 1. Artilleriebataillon, nach Frankreichs Kapitulation kam er nach Großbritannien, wo er die Artillerie der 1. tschechoslowakischen gemischten Brigade (1. československá smíšená brigáda) als Kommandeur führte, bevor er am 1. September 1943 zum Kommandeur der neu aufgestellten Tschechoslowakischen selbständigen gepanzerten Brigade (Československá samostatná obrněná brigáda) ernannt wurde. Mit dieser Brigade wurde er im August 1944 mit der Belagerung der französischen Hafenstadt Dunkerque beauftragt, wo ihm auch einige kanadische, britische und französische Einheiten unterstellt wurden.
Nach der Kapitulation Deutschlands am 9. Mai 1945 erreichte Alois Liška mit dem Kampfverband die Tschechoslowakei, wo er zum Armeegeneral befördert wurde. Nach dem kommunistischen Februarumsturz 1948 wurde er zusammen mit der Mehrzahl der an der Westfront kämpfenden Soldaten aus der Armee entlassen und unter Aufsicht der Staatssicherheit gestellt. 1948 emigrierte Liška zum dritten Mal und lebte in London, wo er 1977 starb.